# Eryx conicus
Gongylophis conicus là một loài rắn trong họ Boidae. Loài này được Schneider mô tả khoa học đầu tiên năm 1801.

## Hình ảnh

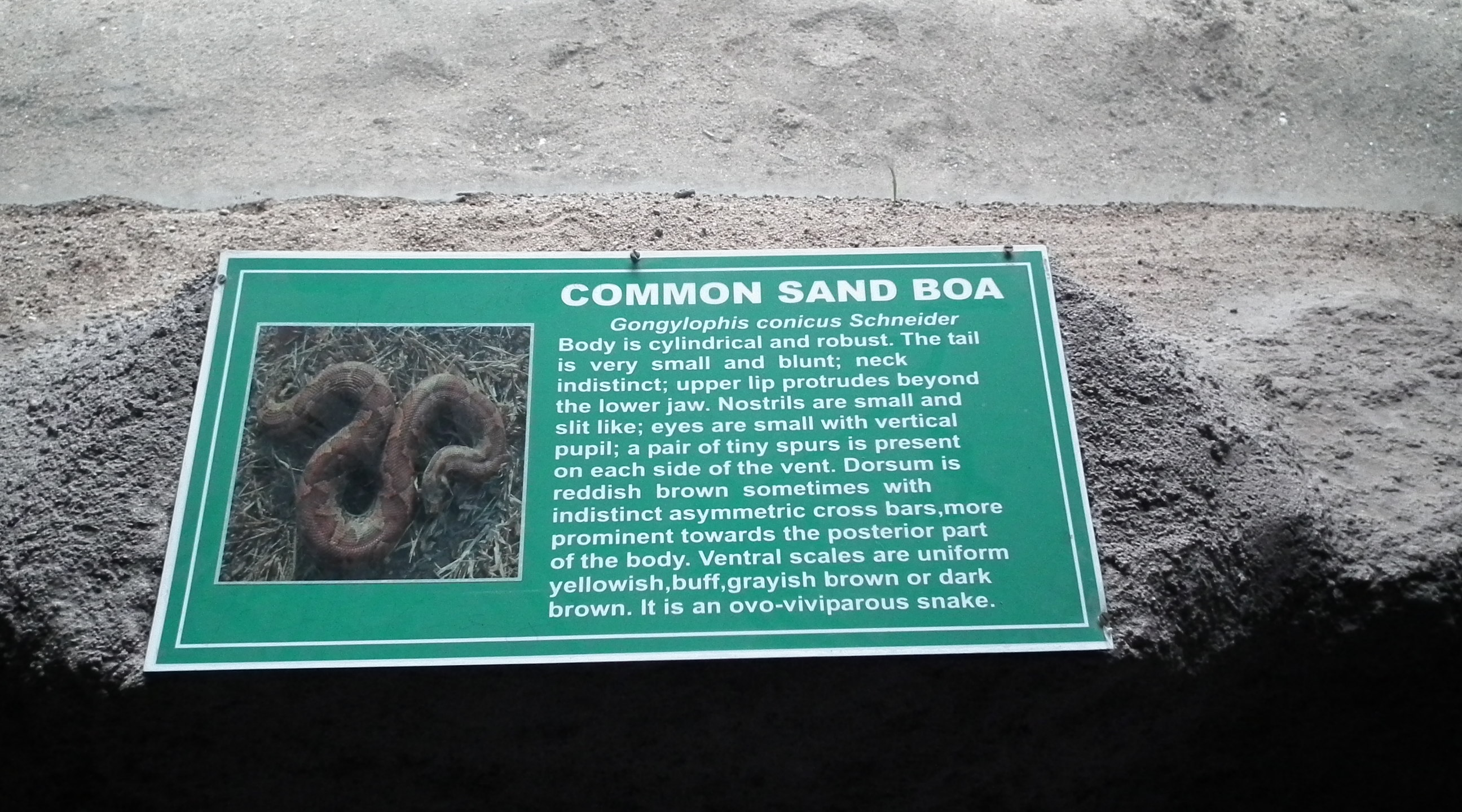
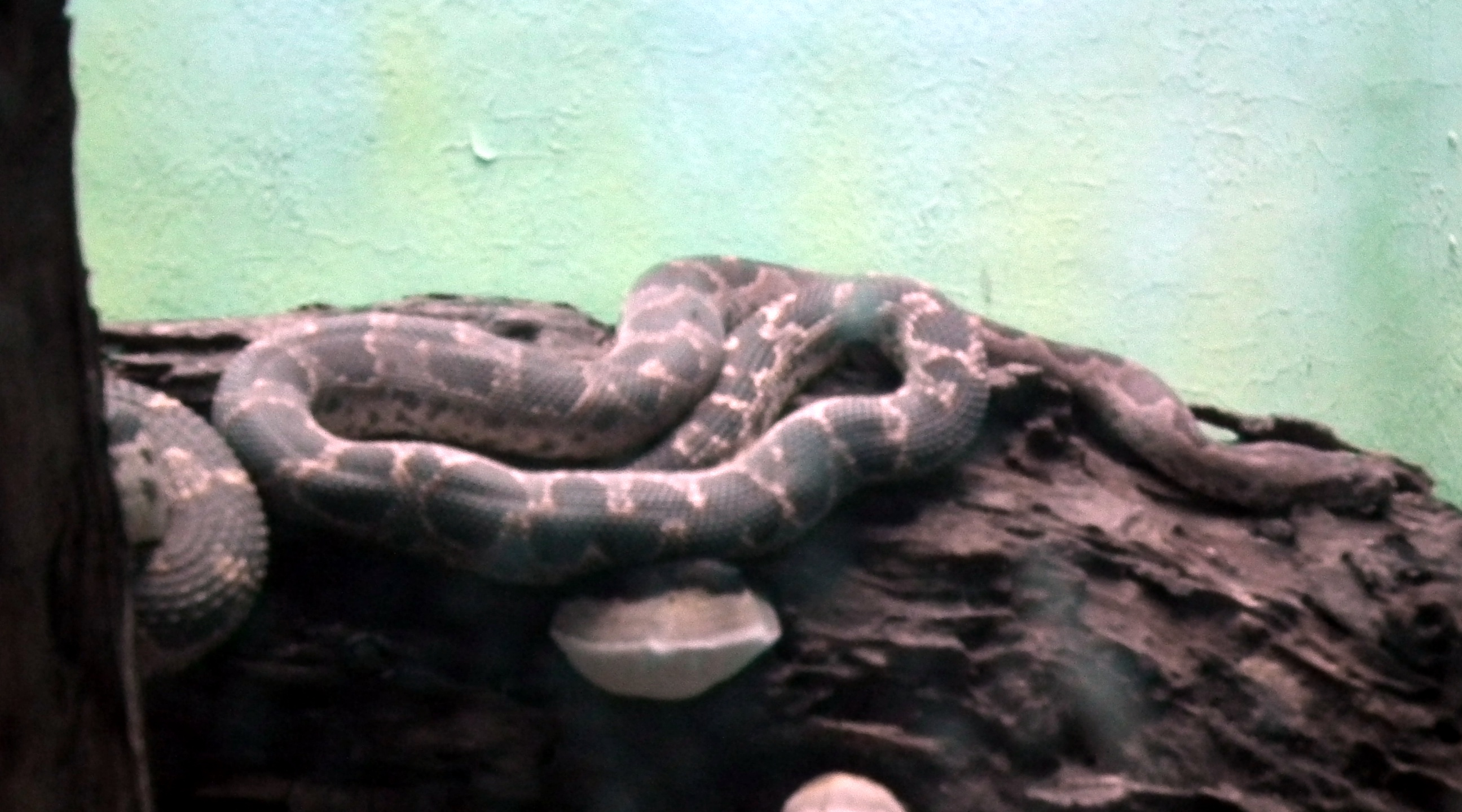
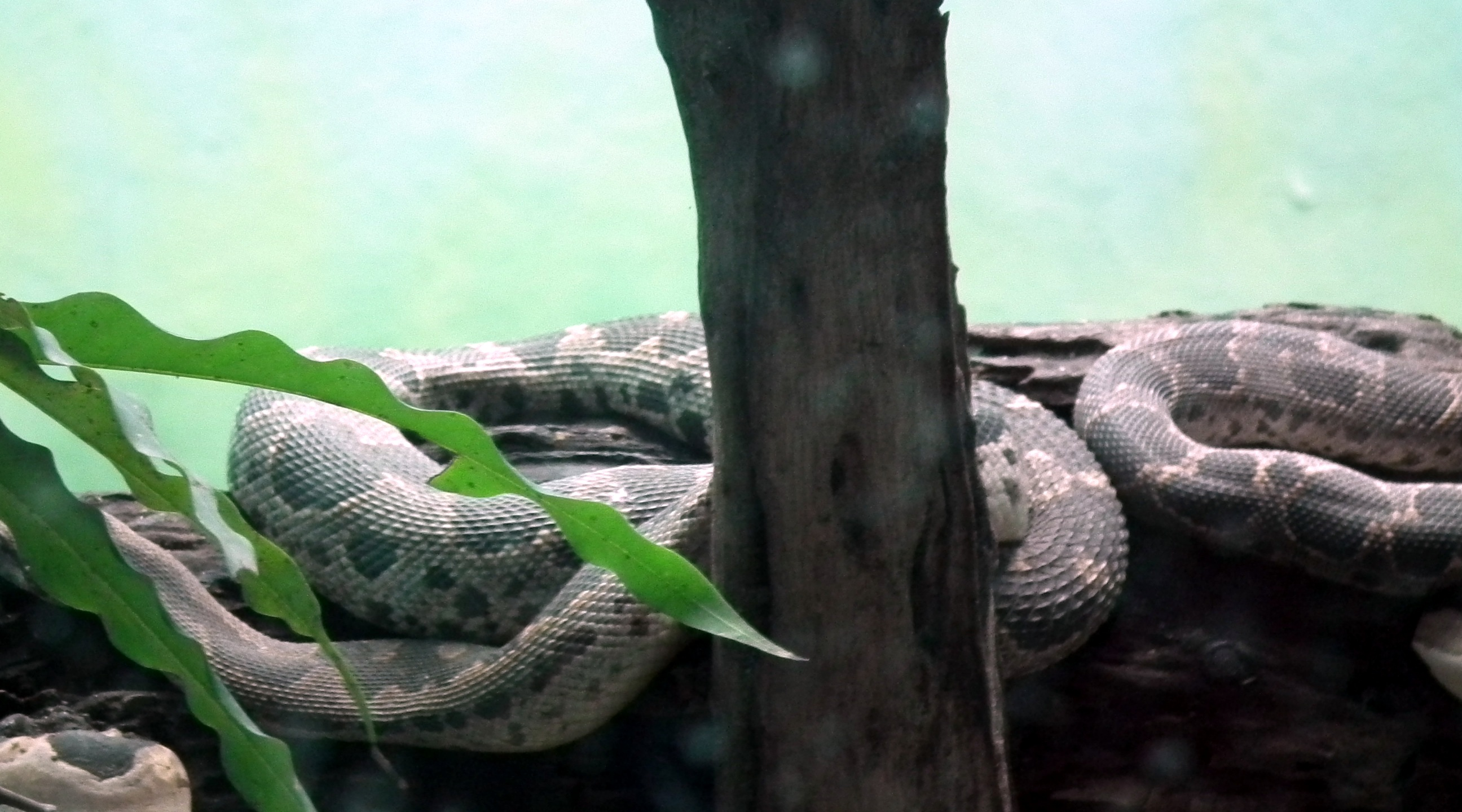
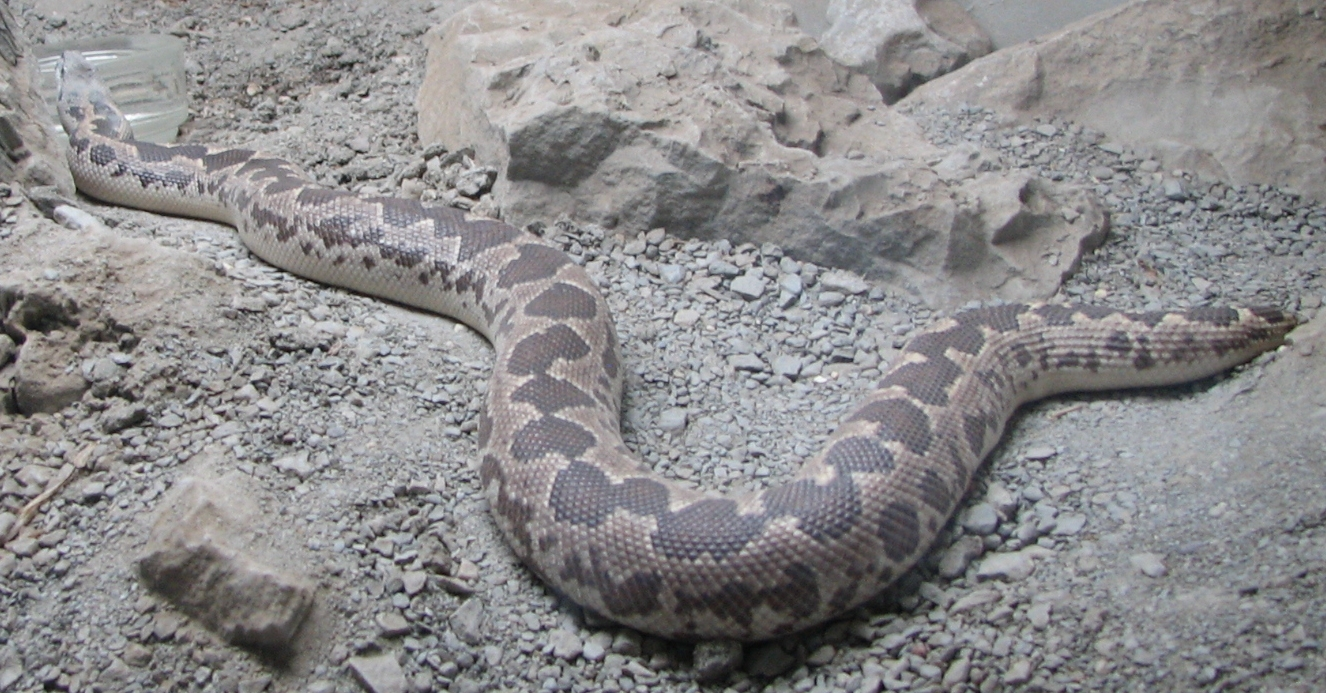